# Enneagram

Enneagram

Ett enneagram är en symbol eller figur med nio punkter. Termen kommer från två grekiska ord ennea (nio) och grammos (något ritat eller skrivet). 
Exakt hur gammal symbolen är vet man inte säkert, men en teori är att den är av sufistiskt ursprung. Den introducerades i modern tid av G.I. Gurdjieff som använde symbolen i sina verk som symbol för "grundläggande universella kosmiska lagar". Gurdjieff avslöjade aldrig varifrån han fått den, utan hävdade bara att det var ett emblem för hemliga sällskap. 
På senare tid har symbolen börjat användas i ett slags personlighetstest, personlighetsenneagrammet.